# Alfred Charles Gimson
Alfred Charles Gimson [ˈɡɪmsən] (* 7. Juni 1917 in London; † 22. April 1985 ebenda) war ein britischer Sprachwissenschaftler und wurde durch seine Werke zur englischen Aussprache bekannt. Gimson führte die heute verwendeten Transkribierungsregeln für die Received Pronunciation ein und gilt als führender Phonetiker der zweiten Hälfte des 20. Jahrhunderts.

## Leben
1939 begegnete Gimson während seiner Studienzeit zum ersten Mal der Phonetik, zunächst mit Bezug auf das Französische. Nach seinem Abschluss wurde er von der britischen Armee eingezogen und hatte dort bis 1945 den Rang eines Hauptmanns. Nach dem Krieg arbeitete er am University College London (UCL) für seinen damaligen Phonetik-Professor Daniel Jones. Dieser bot ihm eine Stelle als Lektor für Phonetik an. 1949 ging Daniel Jones in den Ruhestand und gab das Amt des Secretary of the International Phonetic Association (IPA) an Gimson ab, der auch Herausgeber des Journals Maître Phonétique wurde. Seine Aufgabe hierbei bestand darin, einen in  französischer Lautschrift verfassten Text in sprachgebräuchliches Englisch zu übersetzen. Später wurde er zum Präsidenten der IPA ernannt. 1962 erschien Gimsons Buch Introduction to the pronunciation of English. Seither gilt das Buch als Standard-Nachschlagewerk der englischen Aussprache.
1966 wurde er Professor für Phonetik am University College London. Von 1971 bis 1983 leitete Gimson die phonetische und linguistische Abteilung des UCL.
Gimson war in den 1960er-Jahren mit kurzen Beiträgen zur Aussprache und Betonung für die BBC tätig. Er unternahm zahlreiche Sprachreisen durch Europa. Seine Werke English Pronunciation Practice and A Practical Cours of English Pronunciation: A Perceptual Approach behandelten das Unterrichten der richtigen Aussprache (Englisch als Fremdsprache).
In den frühen 1960er-Jahren wurde am UCL neben der Abteilung für Phonetik eine Abteilung für Linguistik gegründet. 1973 wurden beide Abteilungen zusammengelegt und Gimson wurde die Leitung übertragen. Gimson hatte einen nicht unwesentlichen Anteil daran, dass es möglich wurde, einen anerkannten Abschluss für Sprachtherapie zu erlangen. Zuvor war es lediglich möglich gewesen, eine Lizenzierung für Sprachtherapie zu erlangen.
Gimson wollte nicht bei seinem vollen Namen angesprochen werden. Als Autor, Rundfunksprecher und Lektor bevorzugte er A. C. Gimson, seine Freunde nannten ihn Gim.
In späteren Jahren litt Gimson unter Herzproblemen. 1985 starb er an einem Herzinfarkt.

## Schriften
A. C. Gimson war unter anderem Mitautor und Herausgeber von Maître Phonétique und schrieb als Sprachwissenschaftler zahlreiche bedeutende Werke.
- Introduction to the pronunciation of English. Arnold, London 1962.
- mit G.F. Arnold: English Pronunciation Practice. University of London Press, London 1965.
- A Practical Course of English pronunciation: a perceptual approach. Arnold, London 1975.
- als Hrsg.: English pronouncing dictionary. Dent, London 1977.